# Tirana-Durrësi római katolikus főegyházmegye
A Tirana-Durrësi főegyházmegye (latinul: Archidioecesis Tiranensis-Dyrracena, albánul: Argjipeshkvia katolike Tiranë-Durrës a  római katolikus egyház albániai főegyházmegyéje. Érseki székvárosa Tirana, főszékesegyháza a Szent Pál-főszékesegyház. Társszékvárosa Durrës, társszékesegyháza a Szent Luca-társszékesegyház. A főegyházmegye korábbi székesegyháza a delbenishti Szent Tivadar-templom és a tiranai Jézus szíve templom volt. Érseke Arjan Dodaj, akit 2021. november 30-án neveztek ki a főpásztori székbe. Szuffragáneusa a Rrësheni egyházmegye és a Dél-albániai apostoli kormányzóság.

## Története
Durrësi főegyházmegye (metropólia) néven alapították, 1400 körül a főegyházmegye metropóliai címe megszűnt. 1640-ben hozzácsatolták a megszüntetett Arbanoni és Stephaniacumi egyházmegyéket. 1926. március 26-án a Jón-szigetek egyidejűleg átnevezett Korfu-Zákinthosz-Kefaloniái egyházmegyéjéhez, 1939. november 11-én a déli területeken megszervezett Dél-albániai apostoli kormányzósághoz kerültek egyes területei. Az érsekség neve 1992. december 23-án Durrësi főegyházmegye helyett Durrës-Tiranai főegyházmegye lett. 1996. december 7-én a Rrësheni egyházmegyéhez is került a főegyházmegye egy része. 2005. január 25-én visszakapta metropóliai rangját, újra egyháztartományi székhely lett Durrës helyett Tirana központtal, ekkor nyerte el mai nevét. 1993 áprilisában II. János Pál pápa, 2014 szeptemberében Ferenc pápa látogatta meg a főegyházmegyét.

## Főpapok

### Durrës metropolita érsekei (a lista nem teljes)
...
- Antonio (1296?–1301?)
- Pietro (1303?–1304?)
- Matteo (1320? – death 1334?)
- Pietro da Geronsa, (O.F.M.) (1340. márc. 23. – ?)
- Angelo, O.F.M. (1344 – ?)
- Antonio da Alessandria, O.F.M. (1349. máj. 25. – ?), előzőleg Hierapolis címzetes érseke (1346. júl. 31. – 1349. máj. 25)
- Demetrio (1363. dec. 20. – ?), előzőleg Stephaniacum püspöke(? – 1363. dec. 20.)
- Giovanni (1388. szept. 28 – ?)
- Stefano da Napoli, (O. Carm.) (1394. jún. 3. – ?)
- Giovanni Bonifacio Panella (1395. máj. 15. – 1399. máj. 16.; ehunyt: 1418?), előzőleg az itáliai Ferentinói egyházmegye püspöke (1392. márc. 8. – 1395. máj. 15.) és Sulmona püspöke (1395–?); később Capaccio érsek-püspöke (1399. máj. 16. – 1405. ápr. 13.), Muro Lucano püspöke (1405. ápr. 13. – 1418?)
- Leonardo Piermicheli (1399. jún. 5. – ?)

### Durrës exempt érsekei
- Minore (1403. szept. 13. – ?), előzőleg Suacia püspöke (? – 1403. szept. 13.)
- Giovanni di Durazzo, (O.P.) (1412. okt. 1. – † 1422)
- Nicola di Cosma, O.F.M. (1422. júl. 6. – ?)
- Giovanni de Monte (1429. okt. 21. – † 1441?)
- Giacomo da Cortino (1457. jan. 26. – ?)
- Stefano Birello, (O.S.M.) (1458. márc. 9. – † 1459)
- Pal Engjëlli vagy Paulus Angelus (1460. máj. 19. – 1469 k.)
- Nicola Barbuti, O.P. (1469. máj. 5. – ?)
- Marco Cattaneo (1474. nov. 16. – † 1487.08)
- Martino Firmani (1492. febr. 18. – 1499. aug. 6.)
- Francesco Quirini (1499. nov. 27. – † 1505. aug. 1.), előzőleg Šibenik püspöke (1491–1495)
- Nicola Foresio (1505. szept. 1. – † 1510)
- Gabriele Mascioli Foschi, (O.E.S.A.) (1511 – † 1534. okt. 25.)
- Giorgio Stemagu (1535. jún. 21. – † 1540?)
- Ludovico Bianchi, (O.F.M. Conv.) (1540. ápr. 16. – ?)
- Decio Carafa (1608? – 1613. jan. 7.), Damaszkusz címzetes érseke (1606. máj. 17. – 1611. aug. 17.), Spanyolország apostoli nunciusa (1607. máj. 22. – 1611.08); S. Lorenzo in Panisperna presbiter bíborosává kreálva (1612. máj. 7. – 1612. jún. 18.), Ss. Giovanni e Paolo presbiter bíborosává áthelye (1612. jún. 18. – 1626. jan. 23.), azután Nápoly érseke (1613. jan. 7. – 1626. jan. 23.), Ausztria-Magyarország apostoli nunciusa (1621 – † 1626. jan. 23.)
- Antonio Provana (1622. júl. 21. – 1632. jan. 7.), később Torino érseke (1632. jan. 7. – † 1640. júl. 25.)
- Girolamo Greco (1634 – ?)
- Marcus Scura, O.F.M. (1640. szept. 10. – † 1656. ápr. 27.), előzőleg Arbano püspöke (1635. okt. 1. – † 1640. szept. 10.
- Nicola Carpegna (1657. aug. 27. – † 1670)
- Gerardo Galata (1670. máj. 19. – † 1696?)
- Nicola Vladagni (apostoli kormányzó) (1698. jún. 27. – 1700. márc. 30., lezhai püspökkként (1692. okt. 15. – 1705?)
- Pietro Zumi (1700. márc. 30. – † 1720)
- Pietro Scurra (1720. szept. 30. – † 1737), előzőleg Pult püspöke (1719. máj. 15. – 1720. szept. 30.
- Giovanni Galata (1739. jan. 26. – † 1752), előzőleg Sapa püspöke (1720. szept. 30. – 1728. nov. 15.) és Pult apostoli kormányzója (1720. dec. 23. – 1728. nov. 15.), Lezha püspöke (1728. nov. 15. – 1739. jan. 26.)
- Nicolò Angelo Radovani (1752. dec. 18. – † 1774?)
- Tommaso Mariagni (1774. jún. 27. – † 1808?)
- Paul Galata (1808 – † 1836. aug. 12.), korábban durrësi segédpüspök (1803. szept. 9. – 1808) és Taenarum címzetes püspöke (1803. szept. 9. – 1808)
- Nicola Bianchi (1838. jún. 26. – † 1843. máj. 17.)
- Giorgio Labella, (O.F.M.) (1844. nov. 26. – † 1847. jún. 4.)
- Raffaele d’Ambrosio, (O.F.M.) (1847. dec. 17. – 1893. júl. 14.), később Acrida címzetes püspöke (1893. júl. 14. – ?)
- Primo Bianchi (1893. júl. 17. – 1922), később Cassiope címzetes érseke (1922. jún. 12. – † 1927. aug. 19.)
- Francesco Melchiori, (O.F.M.) (1922. máj. 22. – † 1928), utána Coadjutor Archbishop of Durrës kodjutor érseke (1921. szept. 28. – 1922. máj. 22.) és Modon címzetes érseke (1921. szept. 28. – 1922. máj. 22
- Pjetër Gjura (1929. máj. 15. – † 1939. júl. 9.)
- Vinçenc Prennushi, O.F.M. (1940. jún. 26. – † 1949. márc. 19.), Dél-Albánia apostoli kormányzója (1946 – 1949. márc. 19.); előzőleg Sapa püspöke (1936. jan. 27. – 1940. jún. 26.)
- Nikollë Troshani apostoli kormányzó (1958. ápr. 18. – 1991), Cisamus címzetes püspöke (1958. ápr. 18. – † 1994. máj. 25.)

### Durrës–Tirana érsekei
- Rrok Mirdita (1992. dec. 25. – 2005. jan. 25. (lásd lejjebb), ezenkívül az Albán Katolikus Püspöki Konferencia elnöke (1997–2000)

### Tirana-Durrës metropolita érsekei
- Rrok Mirdita (lásd feljebb) 2005. jan. 25. – † 2015. dec. 7.), ezenkívül az Albán Katolikus Püspöki Konferencia elnöke (2006 – 2012. szept.)
- George Anthony Frendo, O.P. (2016. dec. 3. – 2021. nov. 30.)
- Arjan Dodaj (2021. nov. 30. –)

## Szomszédos egyházmegyék
- Lezhai egyházmegye (észak)
- Rrësheni egyházmegye (északkelet)
- Dél-albániai apostoli kormányzóság (délkelet, dél)

## Fordítás
- Ez a szócikk részben vagy egészben  a   Roman Catholic Archdiocese of Tiranë-Durrës című angol Wikipédia-szócikk ezen változatának fordításán alapul.  Az eredeti cikk szerkesztőit annak laptörténete sorolja fel. Ez a jelzés csupán a megfogalmazás eredetét és a szerzői jogokat jelzi, nem szolgál a cikkben szereplő információk forrásmegjelöléseként.